# Indigofera brachynema
Indigofera brachynema är en ärtväxtart som beskrevs av Jan Bevington Gillett. Indigofera brachynema ingår i släktet indigosläktet, och familjen ärtväxter. Inga underarter finns listade i Catalogue of Life.